# Murilo Cerqueira
Murilo Cerqueira Paim (São Gonçalo dos Campos, 27 de março de 1997) é um futebolista brasileiro que atua como zagueiro. Atualmente joga no Palmeiras.

## Carreira
Nascido em São Gonçalo dos Campos, região de Feira de Santana na Bahia, Murilo chegou ao Cruzeiro em 2010, aos 13 anos de idade. O zagueiro vinha se destacando na base do clube mineiro, e em vários momentos figurou entre os convocados da Seleção Brasileira Sub-20.

### Cruzeiro
Em 2 de janeiro de 2017, foi integrado ao elenco principal do Cruzeiro. Fez parte da equipe na pré-temporada, jogando no amistoso frente ao Brasília, em que o Cruzeiro goleou por 8–2. Mas foi diante do Joinville, pela Primeira Liga, em que o zagueiro fez sua estreia pelo profissional.

### Lokomotiv Moscou
Em 2019, foi vendido pelo Cruzeiro ao Lokomotiv Moscou, por 2,5 milhões de euros (11 milhões de reais, na época).

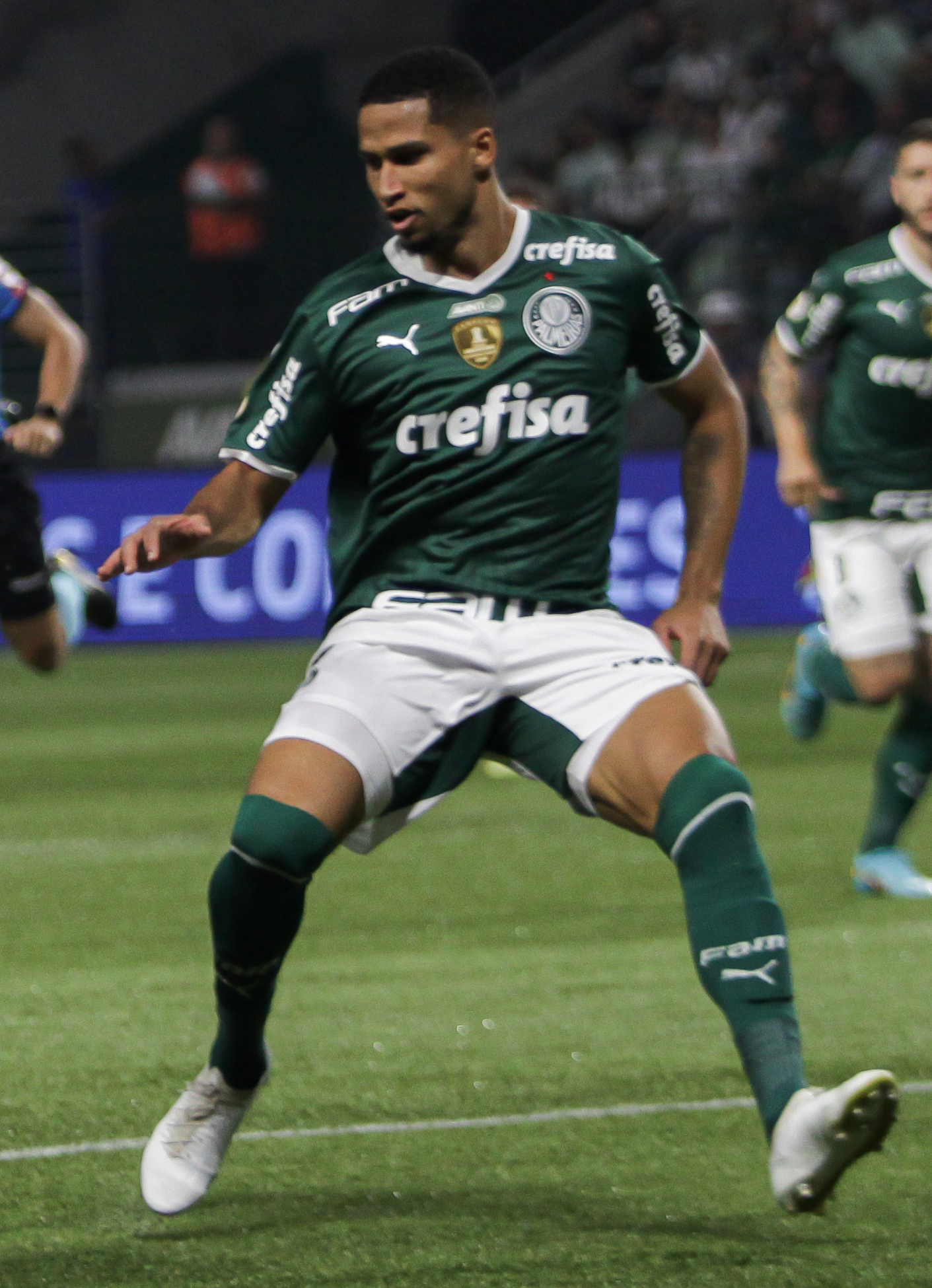
Murilo atuando pelo Palmeiras em 2022

### Palmeiras
Em janeiro de 2022, Murilo assinou um contrato de cinco anos com o Palmeiras, que pagou 2,5 milhões de euros (dezesseis milhões de reais, na época) pela sua contratação. Foi apresentado no dia 18 de janeiro, recebendo a camisa 26. Sua estreia aconteceu no dia 23 de janeiro, entrando no segundo tempo da vitória por 2–0 contra a Novorizontino, pelo Campeonato Paulista, fora de casa. Seu primeiro gol saiu na partida seguinte, no dia 26, contra a Ponte Preta, no Allianz Parque; Murilo fez o primeiro gol da vitória por 3–0. Em janeiro de 2024, Murilo estendeu seu contrato com o Palmeiras por mais um ano, até o fim de 2027.

## Seleção Brasileira
Em 1 de abril de 2016, foi convocado pelo técnico Rogério Micale para defender a Seleção Sub-20 no Sul-Americano.

## Estatísticas

### Clubes
Abaixo estão listados todos os jogos, gols e assistências do futebolista por clubes.[carece de fontes?]
| Clube             | Temporada         | Campeonato nacional | Campeonato nacional | Copa nacional[a] | Copa nacional[a] | Competições continentais[b] | Competições continentais[b] | Outros torneios[c] | Outros torneios[c] | Total | Total |
| Clube             | Temporada         | Jogos               | Gols                | Jogos            | Gols             | Jogos                       | Gols                        | Jogos              | Gols               | Jogos | Gols  |
| ----------------- | ----------------- | ------------------- | ------------------- | ---------------- | ---------------- | --------------------------- | --------------------------- | ------------------ | ------------------ | ----- | ----- |
| Cruzeiro          | 2017              | 24                  | 0                   | 5                | 0                | –                           | –                           | –                  | –                  | 29    | 0     |
| Cruzeiro          | 2018              | 9                   | 0                   | 0                | 0                | 1                           | 0                           | 10                 | 0                  | 20    | 0     |
| Cruzeiro          | 2019              | 1                   | 0                   | –                | –                | 1                           | 0                           | 4                  | 0                  | 6     | 0     |
| Cruzeiro          | Total             | 34                  | 0                   | 5                | 0                | 2                           | 0                           | 14                 | 0                  | 55    | 0     |
| Lokomotiv Moscou  | 2019–20           | 25                  | 0                   | 1                | 0                | 5                           | 0                           | 1                  | 0                  | 32    | 0     |
| Lokomotiv Moscou  | 2020–21           | 22                  | 4                   | 2                | 1                | 5                           | 0                           | 1                  | 0                  | 30    | 5     |
| Lokomotiv Moscou  | 2021–22           | 5                   | 0                   | –                | –                | 3                           | 0                           | 1                  | 0                  | 9     | 0     |
| Lokomotiv Moscou  |                   | 52                  | 4                   | 3                | 1                | 13                          | 0                           | 3                  | 0                  | 71    | 5     |
| Palmeiras         | 2022              | 32                  | 5                   | 4                | 0                | 8                           | 3                           | 13                 | 3                  | 57    | 11    |
| Palmeiras         | 2023              | 19                  | 3                   | 2                | 0                | 7                           | 0                           | 14                 | 2                  | 42    | 5     |
| Palmeiras         | Total             | 51                  | 8                   | 6                | 0                | 15                          | 3                           | 27                 | 5                  | 99    | 16    |
| Total na carreira | Total na carreira | 137                 | 12                  | 14               | 1                | 30                          | 3                           | 44                 | 5                  | 45    | 13    |

- a. ^ Jogos da Copa do Brasil e Copa da Rússia
- b. ^ Jogos da Copa Libertadores, Liga dos Campeões da UEFA e Liga Europa da UEFA
- c. ^ Jogos do Campeonato Mineiro, Supercopa da Rússia, Campeonato Paulista, Mundial de Clubes, Recopa Sul-Americana e Supercopa do Brasil

## Títulos
Cruzeiro
- Copa do Brasil: 2017 e 2018
- Campeonato Mineiro: 2018 e 2019

Lokomotiv Moscou
- Supercopa da Rússia: 2019
- Copa da Rússia: 2020–21

Palmeiras
- Recopa Sul-Americana: 2022
- Campeonato Paulista: 2022, 2023[12] e 2024
- Campeonato Brasileiro: 2022 e 2023
- Supercopa do Brasil: 2023[13]

Seleção Brasileira
- Torneio Internacional de Toulon: 2019

### Prêmios individuais
Cruzeiro
- Troféu Globo Minas - Seleção do Campeonato Mineiro: 2018[14]

Palmeiras
- Seleção do Campeonato Brasileiro: 2022[15]
- Bola de Prata - Melhor Zagueiro: 2022[16] e 2023
- Seleção do Campeonato Paulista: 2024 e 2025[17]